# كتابة عربية ملغاشية

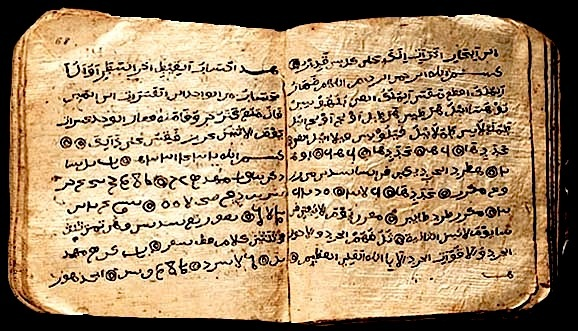
نص سورابي

الكتابة العربية الملغاشية يقال لها بالملغاشية سورابي (سُرَبييْ - sora-be، وتعني «الكتابة العظيمة») واستعملت لكتابة اللغات في جزيرة مدغشقر.

## حروف
| كتابة الملغاشية بالحروف العربية والرومية | كتابة الملغاشية بالحروف العربية والرومية | كتابة الملغاشية بالحروف العربية والرومية | كتابة الملغاشية بالحروف العربية والرومية | كتابة الملغاشية بالحروف العربية والرومية | كتابة الملغاشية بالحروف العربية والرومية | كتابة الملغاشية بالحروف العربية والرومية | كتابة الملغاشية بالحروف العربية والرومية | كتابة الملغاشية بالحروف العربية والرومية | كتابة الملغاشية بالحروف العربية والرومية | كتابة الملغاشية بالحروف العربية والرومية | كتابة الملغاشية بالحروف العربية والرومية | كتابة الملغاشية بالحروف العربية والرومية | كتابة الملغاشية بالحروف العربية والرومية | كتابة الملغاشية بالحروف العربية والرومية | كتابة الملغاشية بالحروف العربية والرومية | كتابة الملغاشية بالحروف العربية والرومية | كتابة الملغاشية بالحروف العربية والرومية | كتابة الملغاشية بالحروف العربية والرومية | كتابة الملغاشية بالحروف العربية والرومية | كتابة الملغاشية بالحروف العربية والرومية | كتابة الملغاشية بالحروف العربية والرومية | كتابة الملغاشية بالحروف العربية والرومية | كتابة الملغاشية بالحروف العربية والرومية | كتابة الملغاشية بالحروف العربية والرومية | كتابة الملغاشية بالحروف العربية والرومية | كتابة الملغاشية بالحروف العربية والرومية | كتابة الملغاشية بالحروف العربية والرومية | كتابة الملغاشية بالحروف العربية والرومية | كتابة الملغاشية بالحروف العربية والرومية | كتابة الملغاشية بالحروف العربية والرومية | كتابة الملغاشية بالحروف العربية والرومية | كتابة الملغاشية بالحروف العربية والرومية |
| ---------------------------------------- | ---------------------------------------- | ---------------------------------------- | ---------------------------------------- | ---------------------------------------- | ---------------------------------------- | ---------------------------------------- | ---------------------------------------- | ---------------------------------------- | ---------------------------------------- | ---------------------------------------- | ---------------------------------------- | ---------------------------------------- | ---------------------------------------- | ---------------------------------------- | ---------------------------------------- | ---------------------------------------- | ---------------------------------------- | ---------------------------------------- | ---------------------------------------- | ---------------------------------------- | ---------------------------------------- | ---------------------------------------- | ---------------------------------------- | ---------------------------------------- | ---------------------------------------- | ---------------------------------------- | ---------------------------------------- | ---------------------------------------- | ---------------------------------------- | ---------------------------------------- | ---------------------------------------- | ---------------------------------------- |
| ـَ                                        | ب                                        | د                                        | ـِ                                        | ف                                        | غ                                        | ه                                        | ـِ                                        | ج                                        | ك                                        | ل                                        | م                                        | ن                                        | ـُ                                        | ڡ                                        | ر                                        | س                                        | ط                                        | و                                        | ‹ي› أو ‹ز›                               | ع                                        | ‹ڊ› أو ‹رّ›                               | ‹̣ط› أو ‹رّ›                               | ت                                        | ڡّ                                        | طّ                                        | ـَيْ                                       | ـَوْ                                       | ـُوً                                       | ـُيْ                                       | ‹ـِيَا› أو ‹ـِيْا›                           | ـِوْ                                       | ـِيْ                                       |
| a                                        | b                                        | d                                        | e                                        | f                                        | g, ng                                    | h                                        | i, y                                     | j /dz/                                   | k                                        | l                                        | m                                        | n                                        | o /u/                                    | p                                        | r                                        | s                                        | t                                        | v                                        | z                                        | n̈ /ŋ/                                    | dr /ɖʐ/                                  | tr /ʈʂ/                                  | ts                                       | mp /p/                                   | nt /t/                                   | ai                                       | ao                                       | oa                                       | oi                                       | ia, ea                                   | io, eo                                   | ie                                       |

## وصلات خارجية
- Formation and Development of the State in Madagascar